# Myrmecozela samurensis
Myrmecozela samurensis is een vlinder uit de familie echte motten (Tineidae). De wetenschappelijke naam is voor het eerst geldig gepubliceerd in 1997 door Zagulajev.
De soort komt voor in Europa.